# Turnera scabra
Turnera scabra là một loài thực vật có hoa trong họ Lạc tiên. Loài này được Millsp. miêu tả khoa học đầu tiên năm 1900.